# Mirai Shida
Mirai Shida (志田 未来?, Shida Mirai; Ayase, 10 maggio 1993) è un'attrice e doppiatrice giapponese, lavora per l'etichetta Ken-on. Si è sposata nel settembre del 2018 con un vecchio amico d'infanzia.

## Biografia
Entra a far parte dell'agenzia di talenti Sentoraru nel 1999 a poco meno di 6 anni e nel 2000 ottiene la sua prima parte all'interno d'una serie televisiva; dopo vari ruoli minori le viene riconosciuto un notevole talento d'interprete a partire dal ruolo innovativo assunto in Joō no kyōshitsu nel 2005, dove fa la parte di una particolare alunna di 11 anni.
Ciò la fa diventare subito una delle attrici bambine più attive in Giappone, apparendo in molti dorama e spot pubblicitari, il che l'ha portata poi ad avere sempre più ruoli di primo piano.
Questo a cominciare da 14 sai no haha, dov'è protagonista assieme ad Haruma Miura; lei è una quattordicenne che si ritrova improvvisamente incinta, si dovrà pertanto confrontare con la reazione sconcertata della società e della famiglia, che inizialmente sembra proprio non poter accettare il fatto compiuto.
Nella versione live action di Tantei gakuen Q è una dei quattro piccoli detective protagonisti. Dopo esser stata assieme a Kazuya Kamenashi in Sapuri, ottiene un altro notevole ruolo in Watashitachi no kyōkasho, dove interpreta una studentessa misteriosa.
L'anno seguente in Seigi no mikata affianca Yū Yamada come sua sorella minore maltrattata. Nel 2009 con Shōkōjo Seira ha il ruolo di protagonista nella versione live action di Lovely Sara, affiancata da Kento Hayashi. Nel 2010 ancora un ruolo di co-protagonista nel dorama di stampo scolastico Hammer Session! con Mokomichi Hayami.
In Himitsu del 2011 interpreta contemporaneamente il ruolo di moglie e figlia con Kuranosuke Sasaki. Infine nel 2012 riappare come co-protagonista in Nobunaga no chef, dorama d'impostazione storica.
Ha prestato la sua voce anche per il film anime del 2010 Arrietty - Il mondo segreto sotto il pavimento ed infine, nel 2013 ha lavorato assieme al regista Hayao Miyazaki per la realizzazione di Si alza il vento (Kaze tachinu), dove ha interpretato la voce originale di Kayo Horikoshi.

## Filmografia

### Cinema
- Kamen Rider (Kamen Raidā) – serie TV (2003)
- Tokusou Sentai Dekaranger (2004)
- Amemasu no Kawa First Love (2004)
- Spring Snow (2005)
- Tsubakiyama Kachō no Nanokakan (2006)
- Kabei - Our Mother (母べえ Kābē), regia di Yōji Yamada (2008)
- Dare mo Mamotte Kurenai (2009)
- Shokudō Katatsumuri (2008)
- Arrietty - Il mondo segreto sotto il pavimento (2010)
- POV: Norowareta Film (2012)
- Reunion (2013)
- Si alza il vento (2013)
- ST Keishichō Kagaku Tokusōhan (2015)
- Okāsan no Ki (2015)

### Televisione
- 2000: Eien no 1/2 (ep3)
- 2000: Nukumori
- 2000: Gekai Arimori Saeko II
- 2001: Shikei Dai no Ropeway
- 2001: Mariko
- 2002: Hatsu Taiken (ep3,ep4)
- 2002: Inubue
- 2002: Bara no Jujika (ep5)
- 2002: Shōnentachi 3
- 2002: Zako Kenji Ushio Tadashi no Jikenbo
- 2003: Stewardess Keiji 7
- 2003: Kamen Rider Ryuki (ep49)
- 2003: Honto ni Atta Kowai Hanashi: Haru no Kyōfu Mystery
- 2003: Kawa, Itsuka Umie (ep1,ep6)
- 2004: Zako Kenji Ushio Tadashi no Jikenbo 2
- 2004: Itoshi kimi e (ep3)
- 2004: Reikan Bus Guide Jikenbo (ep6)
- 2005: Joō no kyōshitsu
- 2005: Haru to Natsu
- 2005: Honto ni Atta Kowai Hanashi: Nanika ga Soko ni Iru
- 2005: Zako Kenji Ushio Tadashi no Jikenbo 3
- 2005: Manbiki G-Men Nikaidou Yuki
- 2006: Tantei gakuen Q
- 2006: Sapuri
- 2006: 14-sai no haha: aisuru tame ni umarete kita
- 2006: Joō no Kyōshitsu Special: Datenshi
- 2007: Watashitachi no kyōkasho
- 2007 Tantei gakuen Q SP
- 2007: Dream Again
- 2008: Kujira to Medaka
- 2008: Seigi no mikata
- 2009: Voice (ep6)
- 2009: Kurobe no Taiyo
- 2009: Boss (ep6)
- 2009: Shōkōjo Seira
- 2009: Sakuramichi
- 2009: Honto ni Atta Kowai Hanashi Special
- 2010: Sotsu uta - Best friend
- 2010: Hammer Session!
- 2010: Himitsu
- 2011: Bull Doctor
- 2011: Yonimo Kimyōna Monogatari: Aki no Tokubetsuhen
- 2012: Ghost Mama Sōsasen: Boku to Mama no Fushigina 100-nichi
- 2012: Kagi no Kakatta Heya (ep8)
- 2012: Black Board: Jidai to Tatakatta Kyōshi Tachi
- 2012: Reset: Hontō no Shiawase no Mitsukekata
- 2012: Tazunebito
- 2012: Nobunaga no chef
- 2013: ST Keishichou Kagaku Tokusouhan
- 2013: Naru Youni Narusa
- 2013: Dandarin: Rōdō Kijun Kantokukan (ep4)
- 2014: Naru Youni Narusa Season 2 (ep1)
- 2014: Nobunaga no chef Part 2
- 2014: ST Aka to Shiro no Sōsa File
- 2015: Masshiro